# 寺山 (さいたま市)
寺山（てらやま）は、埼玉県さいたま市緑区の大字。郵便番号は336-0976。

## 地理
さいたま市緑区の北東部、浦和美園駅の北西側の大宮台地（鳩ヶ谷支台）上に位置する。地区内を天久保用水が台地の縁に沿うように流れる。農地利用が多い。ごく小さな飛地が地区の南側、浦和代山郵便局のすぐ東側に存在する。

## 歴史
もとは江戸期より存在した武蔵国足立郡南部領に属する寺山村、古くは戦国期より見出せる「てら山」であった。天正年間（1573年 - 1593年）までは岩付（岩槻）太田氏領で、極楽寺（現・法界寺）の伽藍があった。1590年（天正18年）の岩付落城の際の兵火で焼失し、その後の開発により村落としたことが寺山の地名の起源である。
- 発足時は幕府領、1625年（寛永2年）より岩槻藩領となるが、1681年（天和元年）より再び幕府領となる[4]。検地は寛永6年に実施。
- 宝永年間（1704年 - 1711年）より知行は旗本芝山氏となるが、享保年間（1716年 - 1736年）に再び幕府領となる[4]。
- 幕末時点では足立郡寺山村であった。明治初年の『旧高旧領取調帳』の記載によると、代官大竹左馬太郎支配所が管轄する幕府領であった[6]。
- 1868年（慶応4年）6月19日 - 旧幕府領が武蔵知県事・山田政則（忍藩士）の管轄となる。
- 1869年（明治2年） 
  - 1月13日 - 武蔵知県事・宮原忠英の管轄区域に大宮県を設置、同県の管轄となる。県庁は東京府馬喰町に置かれる。
  - 9月29日 - 県庁が浦和に置かれ浦和県に改称。
- 1871年（明治4年）11月13日 - 第1次府県統合により埼玉県の管轄となる。
- 1879年（明治12年）3月17日 - 郡区町村編制法により成立した北足立郡に属す。郡役所は浦和宿に設置。
- 1889年（明治22年）4月1日 - 寺山村が上野田村・中野田村・南部領辻村・代山村・高畑村・大崎村および染谷村の一部と合併し、野田村が発足[7]。野田村の大字寺山となる[4]。
- 1956年（昭和31年） 4月1日 - 野田村・戸塚村・大門村が合併し、美園村が発足[7]。同村の大字となる。
- 1962年（昭和37年）5月1日 - 美園村のうち、旧大門村のうち差間・行衛を除く区域と旧野田村が浦和市に、旧戸塚村と旧大門村のうち差間・行衛が川口市にそれぞれ編入される[7][8]。浦和市の大字となる。
- 1999年（平成11年）6月4日 - 一部を事業区域に含む浦和東部第二特定土地区画整理事業の都市計画決定が告示される[9]。
- 2001年（平成13年）
  - 3月5日 - 浦和東部第二特定土地区画整理事業の事業計画決定が告示される[9]。
  - 5月1日 - 浦和市・大宮市・与野市がと合併し、さいたま市が発足。同市の大字となる。
- 2003年（平成15年）4月1日 - さいたま市が政令指定都市に移行し、同市緑区の大字となる。
- 2017年（平成29年）2月18日 - 浦和東部第二特定土地区画整理事業の換地処分が前日に行われた[9]ことに伴い、町名地番変更が行われ[10]、大字大崎・大字南部領辻・大字中野田・大字上野田・大字高畑・大字寺山・大字大門・大字下野田・大字玄蕃新田の各一部から美園一丁目・二丁目・五丁目が成立（大字南部領辻・大字中野田・大字上野田・大字高畑・大字寺山・大字大門・大字下野田・大字玄蕃新田の各一部から一丁目が、大字大崎・大字南部領辻・大字中野田・大字上野田・大字高畑・大字寺山・大字玄蕃新田の各一部から二丁目が、大字南部領辻・大字中野田・大字高畑・大字寺山・大字大門・大字下野田・大字玄蕃新田の各一部から五丁目が成立）[11][12]。

## 世帯数と人口
2017年（平成29年）9月1日時点の世帯数と人口は以下の通りである。
| 大字 | 世帯数  | 人口  |
| ---- | ------- | ----- |
| 寺山 | 111世帯 | 240人 |

## 小・中学校の学区
市立小・中学校に通う場合、学区（校区）は以下の通りとなる。
| 番地 | 小学校                 | 中学校                 |
| ---- | ---------------------- | ---------------------- |
| 全域 | さいたま市立野田小学校 | さいたま市立美園中学校 |

## 交通

### 鉄道
地区内に線路は敷設されていない。近隣の埼玉高速鉄道線浦和美園駅などが利用できる。

### 道路
- 東北自動車道
- 国道122号岩槻鳩ヶ谷バイパス
- 埼玉県道214号新方須賀さいたま線
  - 寺山陸橋

## 施設

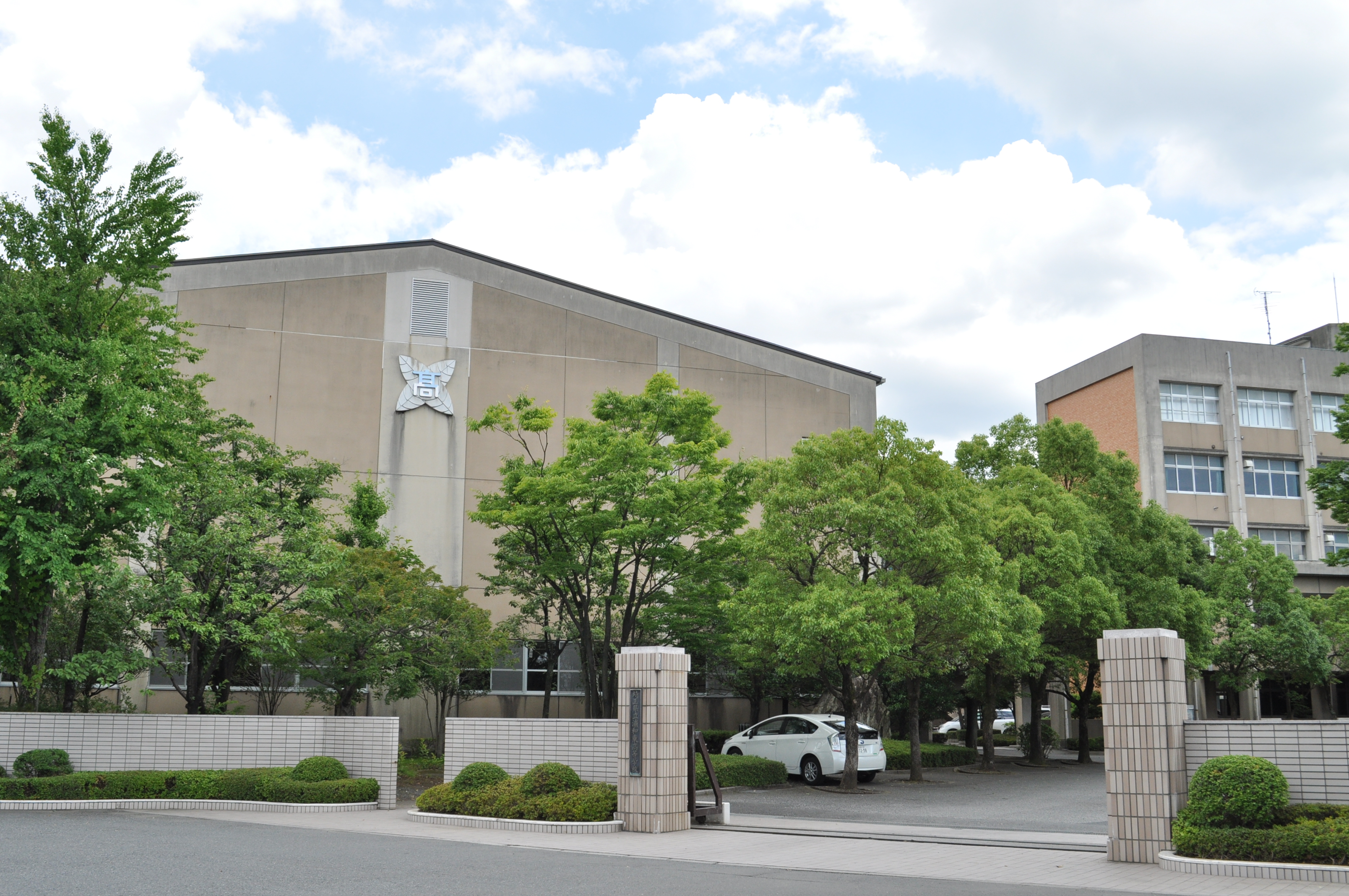
浦和東高等学校

- 埼玉県立浦和東高等学校
- 寺山自治会館
- 法界寺 - 極楽寺跡に立地[5]
- 足立神社
- 天神社
- 天満宮
- さいたま聖地霊園